# Governo Provisório de Unidade Nacional
O Governo Provisório de Unidade Nacional (polonês: Tymczasowy Rząd Jedności Narodowej, TRJN) foi um governo fantoche formado pelo decreto do Conselho Nacional do Estado (Krajowa Rada Narodowa, KRN) em 28 de junho de 1945 como resultado da remodelação do Governo Provisório da República da Polônia, apoiado pelos soviéticos, estabelecido pelo Partido dos Trabalhadores Polonês (Polska Partia Robotnicza, PPR) através da inclusão de políticos da esfera política próxima de Stanisław Mikołajczyk, o ex-primeiro-ministro do governo polonês no exílio baseado em Londres. A inclusão deste último grupo forneceu uma desculpa para os aliados ocidentais aprovarem tacitamente o fato consumado de a Polônia se tornar parte da esfera de influência soviética, e para legitimar o governo de Varsóvia, enquanto retiravam seu reconhecimento do governo polonês no exílio.